# Łysa Polana
Łysa Polana (słow. Lysá poľana) – duża polana w Dolinie Białki, pierwotnie hala pasterska, a zarazem niewielka osada (słow. Lysá Poľana) położona na terenie Tatrzańskiego Parku Narodowego i jego słowackiego odpowiednika TANAP. Przez Walerego Eljasza nazwana Bramą Tatr. Polana miała w 1955 r. powierzchnię ok. 10 ha, ale w 2004 r. w wyniku zarośnięcia, jej powierzchnia zmniejszyła się o ok. 40%. Osada po stronie polskiej stanowi odrębną miejscowość.
Przedzielona granicą polsko-słowacką, która biegnie środkiem Białki.

## Historia
Nieliczne zabudowania, w tym pochodzące sprzed II wojny światowej budynki urzędów celnych: polskiego (po polskiej stronie) i czechosłowackiego (po słowackiej stronie), zostały zastąpione wspólnym urzędem celnym położonym po polskiej stronie, a zbudowanym według projektu architekta Z. Gołąbka. Obiekt został wzniesiony w 1961 przed narciarskimi mistrzostwami świata FIS w Zakopanem w 1962. Przez Łysą Polanę biegnie Droga Oswalda Balzera z Zakopanego do Morskiego Oka, do której w tym miejscu dochodzi słowacka obwodnica tatrzańska (Droga Wolności). Po stronie słowackiej zaczyna się szlak biegnący Doliną Białej Wody na Rohatkę. Po zachodniej stronie Łysej Polany wznosi się urwista Łysa Skałka (1129 m).
Do 21 grudnia 2007 r. było tu międzynarodowe przejście graniczne Łysa Polana-Tatranská Javorina dopuszczone pomimo protestów ekologów do ciężkiego ruchu drogowego. Obecnie obowiązuje tam zakaz wjazdu dla pojazdów o dopuszczalnej masie całkowitej przekraczającej 7,5 tony. Przejście zostało zlikwidowane po przystąpieniu Polski i Słowacji do układu z Schengen.
W nocy z 30 kwietnia na 1 maja 2004 r., w dniu wejścia obu państw do Unii Europejskiej wójt Bukowiny Tatrzańskiej oraz burmistrz (primator) miasta Wysokie Tatry (Słowacja) dokonali symbolicznego przecięcia szlabanu granicznego.
Ponownie w nocy z 20 na 21 grudnia 2007 r. marszałek województwa małopolskiego Marek Nawara wraz z wiceprzewodniczącym kraju preszowskiego Milanem Baranem po wejściu Polski i Słowacji do strefy Schengen już definitywnie zlikwidowali przejście graniczne i dokonali symbolicznego aktu przecięcia szlabanu.
22 lipca 2016 otwarto rondo, kanalizujące ruch w kierunku Słowacji oraz Palenicy Białczańskiej.

## Szlaki turystyczne
z Łysej Polany biegnący Doliną Białej Wody i Doliną Litworową na Rohatkę, stamtąd w dół na wschód do Schroniska Zbójnickiego.
- Czas przejścia z Łysej Polany na Rohatkę: 5:40 h, ↓ 5 h
- Czas przejścia z Rohatki do schroniska: 55 min, ↑ 1:15 h

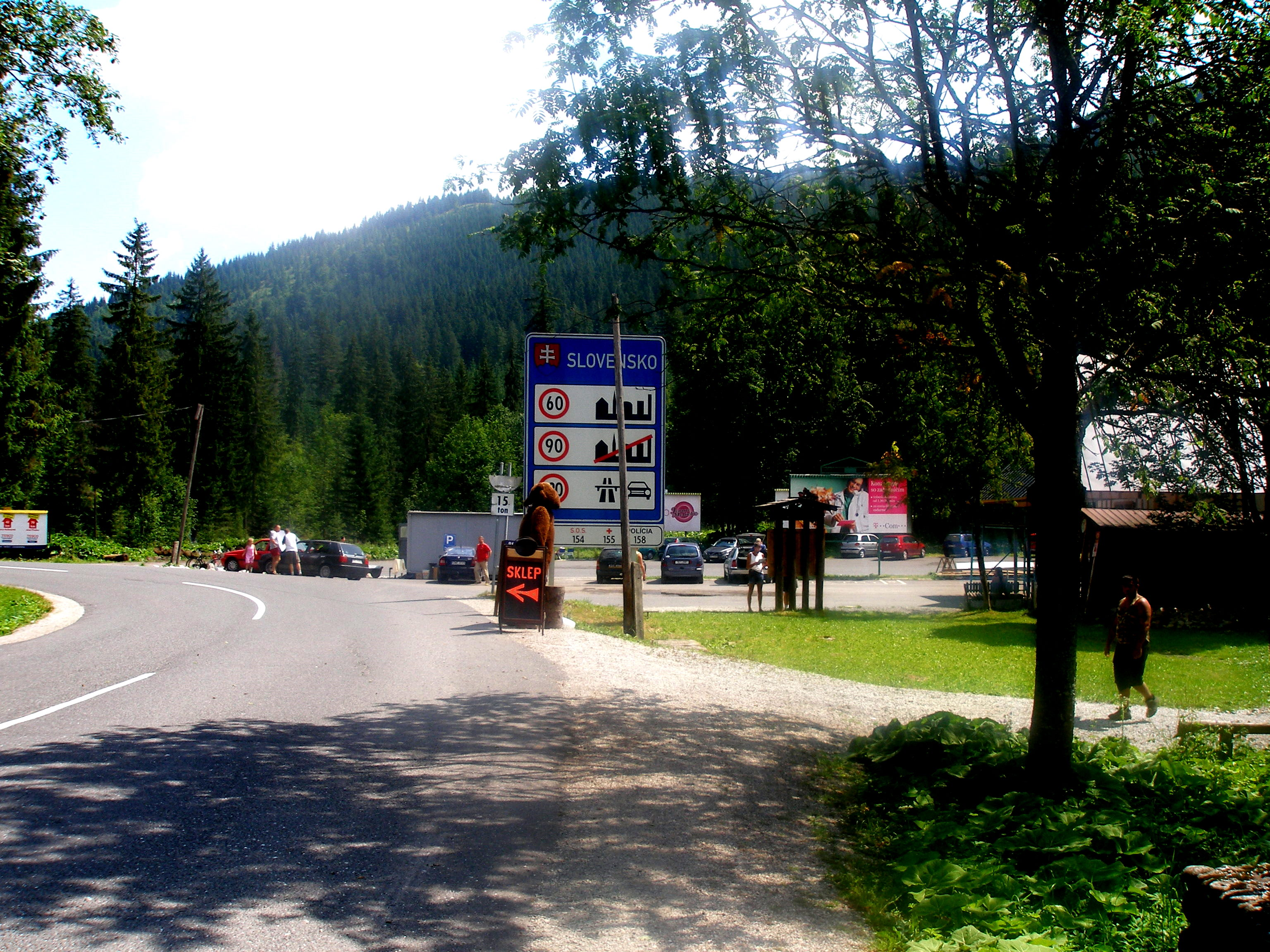
Łysa Polana, wjazd na Słowację
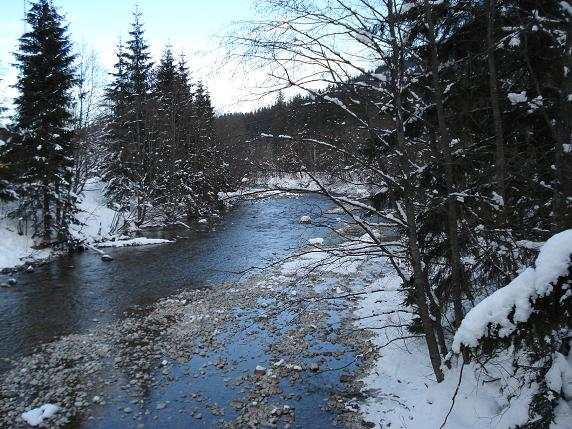
Białka w pobliżu Łysej Polany
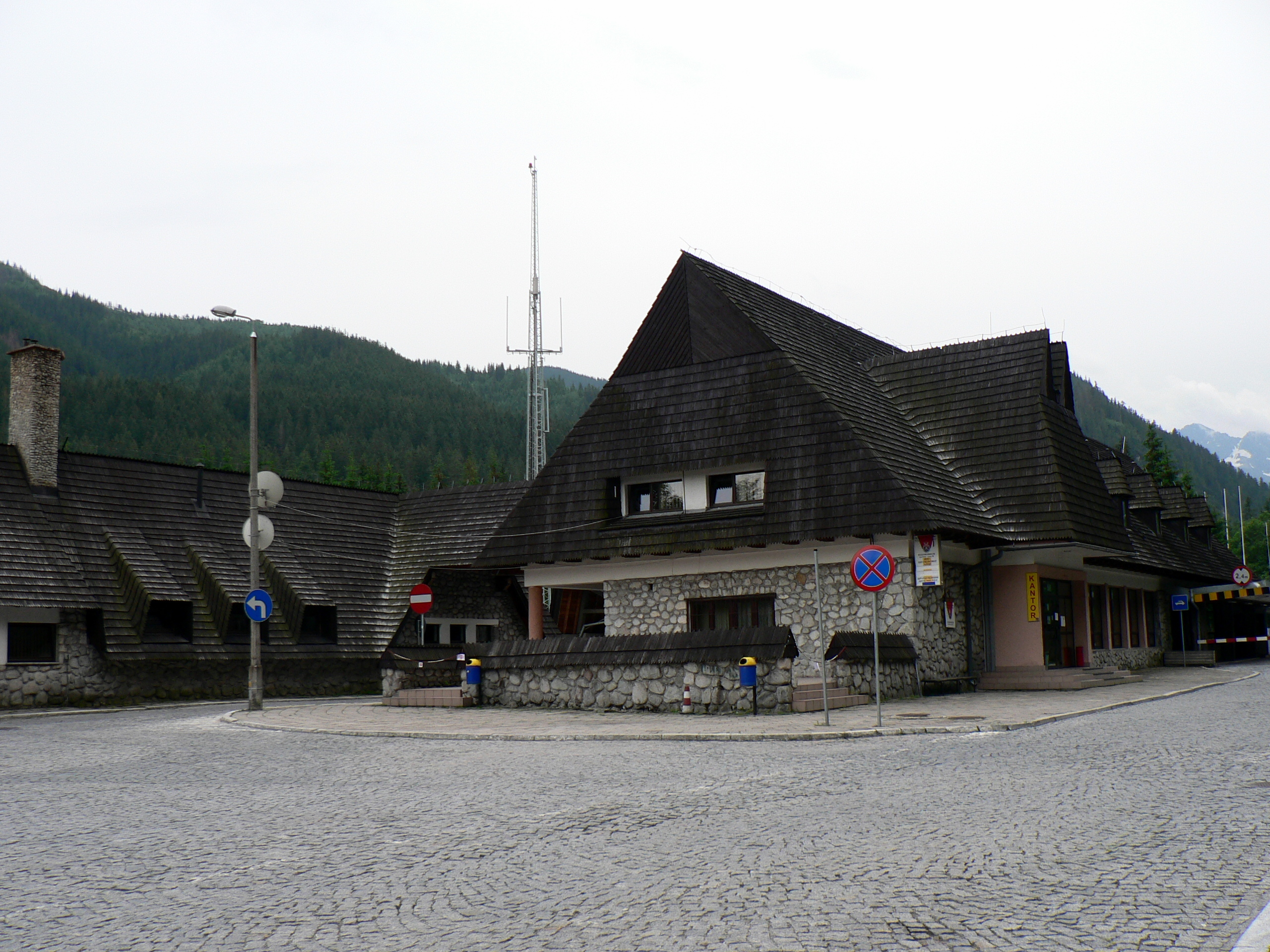
Budynek dawnego urzędu celnego